# 深溝筍螺
深溝筍螺（学名：Terebra bathyraphe）为筍螺科?筍螺屬下的一个种。